# 소사시
소사시(일본어: 匝瑳市)는 일본 지바현 북동부에 있는 시이다. 2006년 1월 23일에 요카이치바시(八日市場市)와 소사군(匝瑳郡)에 소속했던 노사카정(野栄町)이 통합하여 인구 약 4만 2천 명의 시로 탄생하였다.
시청 본청은 구 요카이치바시청을 사용하고 있다. 시역 가운데 구 요카이치바시는 식목(묘목)의 산지로 유명하다. 소사시는 식목의 재배 면적이 일본에서 가장 넓다.

## 지리
북부는 골짜기의 밭들이 뒤얽힌 복잡한 지형의 대지부이다. 한편 남부는 구주쿠리 해안과 접하는 평탄한 지형이다.

### 인접하는 지자체
- 아사히시
- 가토리시
- 가토리군 다코정
- 산부군 요코시바히카리정

## 교통

### 철도
- 동일본 여객철도 소부 본선

### 도로
- 국도 126호선
- 국도 296호선

## 인구
| 연도                     | 인구   | ±%     |
| ------------------------ | ------ | ------ |
| 1920                     | 35,188 | —      |
| 1930                     | 37,399 | +6.3%  |
| 1940                     | 38,790 | +3.7%  |
| 1950                     | 48,924 | +26.1% |
| 1960                     | 44,568 | −8.9%  |
| 1970                     | 40,186 | −9.8%  |
| 1980                     | 41,160 | +2.4%  |
| 1990                     | 42,261 | +2.7%  |
| 2000                     | 42,914 | +1.5%  |
| 2010                     | 39,826 | −7.2%  |
| 출처: 일본 총무성 통계국 |        |        |